# Горячая жевательная резинка
«Горячая жевательная резинка: Мороженое на палочке» (ивр. אסקימו לימון‎ — «Эскимо лимон») — молодёжная комедия израильского режиссёра Боаза Давидзона. Финансовый успех повлек за собой серию сиквелов. Фильм был представлен на Берлинском кинофестивале в 1978 году и получил положительные отзывы критиков, а затем успешно вышел в прокат в Германии, США и Англии. До СССР добрался в эпоху первых «подпольных» видеосалонов, в начале 1980-х годов.

## Сюжет
Лента рассказывает об ушедшей в прошлое эпохе 50-х годов, а потому все время за кадром звучат песни и мелодии вечно популярных звёзд рок-энд-ролла: Билла Хэйли и Фрэнки Авалона, Литтл Ричарда и Чака Берри, Ритчи Валенса и Дуэйна Эдди… В центре сюжета история о трёх молодых друзьях Момо, Бенци и Юдале (зрителю более известны их имена из англоязычной версии — Бобби, Бенджи и Хьюи соответственно). Мальчики взрослеют и понемногу начинают интересоваться девушками и женщинами, искать опыт посредством подглядываний, танцев, разговоров про секс и более. Они пытаются постичь женскую психологию, чтобы «вешать девушкам лапшу на уши». И из-за этого попадают порой в непростые ситуации. И влюбляются.

## В ролях
- Джонатан Сегал — Момо
- Цахи Ной — Юдале
- Ифтах Кацур — Бенци
- Менаше Варшавски — Ромек, отец Бенци
- Мира Биренбаум — Рути
- Ави Хадаш — Фрогги
- Анат Ацмон — Нили

## Фильмография
- «Горячая жевательная резинка: Мороженое на палочке» (1978)
- «Горячая жевательная резинка 2: Постоянная подружка» (1979)
- «Горячая жевательная резинка 3: Горячая жвачка» (1981)
- «Горячая жевательная резинка 4. Часть 1: Трое в армии (Рядовой Попсикл)» (1982)
- «Горячая жевательная резинка 4. Часть 2: Частные манёвры» (1983)
- «Горячая жевательная резинка 5: Большая любовь» (Маленький роман) (1984)
- «Горячая жевательная резинка 6: Поднимайте якорь» (1985)
- «Горячая жевательная резинка 7: Молодая любовь» (1987)
- «Горячая жевательная резинка 8: Летний блюз» (1988)

### Ремейки
- «Горячая жевательная резинка 9: Вечеринка продолжается» (The Party Goes On) (2001) — ремейк с другими актёрами.
- «Последний девственник Америки» (1982) — американский ремейк первого фильма серии, повторяющий его сюжет, того же режиссёра.